# Acinopterus pulchellus
Acinopterus pulchellus är en insektsart som beskrevs av Lawson 1927. Acinopterus pulchellus ingår i släktet Acinopterus och familjen dvärgstritar. Inga underarter finns listade i Catalogue of Life.